# カーバイン
カーバイン（カービン、Carbine）は、ニュージーランドで生まれ、ニュージーランドとオーストラリアで走った競走馬。ファーラップと並ぶオセアニア競馬史に残る名馬で、さらに南半球史上最高の競走馬の一頭といわれる。種牡馬としてもオーストラリア、イギリスで成功した。馬名の由来は銃の名を持つ父マスケット（マスケット銃）にちなみ、カービン銃よりとられた。半弟にヴィクトリアダービーに優勝したカーネージ (Carnage) がいる。2000年、オーストラリア競馬名誉の殿堂の初年度の殿堂選定馬に選出。2006年、ニュージーランド競馬名誉の殿堂の初年度の殿堂選定馬に選出。

## 生涯

### 誕生
カーバインの父マスケットの元の所有者であった第5代グラスゴー伯爵ジェームズ・カー＝ボイルは絶対に他人に馬を売らず、しかも生産馬のうち牡馬のほとんどと気に入らない牝馬を射殺していたと伝えられる人物である。マスケットもグラスゴー卿に射殺されかけたが、彼の死によって難を逃れ、その後はニュージーランドで種牡馬として数々の活躍馬を輩出した。
母マーシーの競走成績に見る所は無いが、姉に1000ギニーとセントレジャーを勝ったインペリューズ (Imperieuse) がおり、近親にセントレジャー勝ち馬のロードクリフデンがいる。
イギリスで2頭の牝馬を産んだ後、ニュージーランドに輸出されて購入したシルヴィア・パーク牧場で同じく繋養されていたマスケットと交配されて誕生したのがカーバインである。マーシーはカーバインと同じく渡英するも成功せずドイツに売られた半弟のカーネージや中堅クラスの競走馬を数頭生んで死去した。
セリ市に出品されたカーバインは調教師のD・オブライエン (Dan O'Brien) によって620ギニーで落札された。オブライエンはメルボルンで孤児だったが20歳の時、ニュージーランドに渡り、騎手になったがやがて調教師に転向して馬の売買を行い、晩年にはホテル経営も多角経営振りで、彼が勇名をはせた最大の理由は男らしいキップの良さと、ギャンブラーとして並外れた度胸の持ち主だった。

### 競走馬時代
1887年11月にニュージーランドのクライストチャーチ競馬場におけるホープフル・ステークス（5ハロン）でデビュー。酷い出遅れだったが後半の力強い走りが功を奏し楽勝した。
一週間後、同競馬場で同距離のレースに出たがまたスタートでもたつき、今度も鮮やかな逆転劇を演じ圧勝。
同レースの二着馬の騎手は次のように回想している。
「私はずっとリードを保っていた。ゴール前1ハロン半ぐらいのところでも、まだ絶対勝つとの自信は揺るがず、ムチを振りあげたとたん、ふと気が付くと、まるでグレイハウンドのような走りぶりで外側から猛然とスパートする馬が見えた。韋駄天走りのその馬がカーバインと知ったとき、わたしは思いきりよく勝負をあきらめた。軽い気持ちになったわたしは、手綱を握りしめながら、わたしの横をすり抜けていくカーバインの走りをじっくり観察することにしたのわけだが、あの馬(カーバイン)は、まったくの低運歩だ。力強く、長いストライドをきかせてダッシュしている同馬の表情をチラリと見たとき、それがまるで地面にくいつくような恐ろしい形相だったのに、強い印象を受けた…」
その次のレースも、新聞記事によると"カーバイン以外の馬はまるで輓き馬が間違って競馬場の馬場に飛び込んできたのではないか"と思えるような勝ち振りだった。
翌1888年4月にかけて5連勝を飾り、同年11月にオーストラリアへ遠征した。遠征初戦のヴィクトリアダービーではデレッド騎手の未熟さによりエンサイン (Ensign) の2着に敗れ、その直後D・オブライエンは同馬の売却を決めた。彼はヴィクトリアダービー出走時にブックメーカーと巨額の賭けをしており、カーバインが敗れたことで財政状態が悪化したことが原因であったともいわれている。
カーバインはドナルド・スミス・ウォーレスによって3000ギニーで購入され、調教はW・ヘギンボーサム (Walter Hickenbotham) が担当することになった。
売却後カーバインは1889年の3月から4月末にかけて10回出走し、1戦目(短距離)は3着。次走のオーストラリアン・ゴールド・カップ (18ハロン) も負けた。
しかし、その後はチャンピオン・ステークス (24ハロン) を含む3連勝。さらにAJCオータム・ステークス (12ハロン) を勝ち、当時のオーストラリア最大のレースの一つであったシドニーカップ (16ハロン) も楽勝、4歳シーズン終了までに8ハロン、14ハロン、18ハロンと3連勝した。
1889年後半は2連敗の後にメルボルンカップ (16ハロン) に10ストーン (63.6キロ) のトップハンデを課せられ、ハンデ8ストーン7ポンド (54キロ) の6歳馬のBravoに頭差の惜敗。
その後ステークスに1勝したが次走で生涯唯一の着外で5戦1勝と勝ちきれなかったが、1890年前半に入ると復調し、同一競馬場の1開催期間に3連勝し、ランドウィック競馬場に移り、シドニーカップ連覇を含む4日間で5連勝達成。
1890年後半から1891年前半にかけてのシーズンで、カーバインは常に重い斤量を課されながら通算成績は11戦10勝2着1回の成績を残した。
1890年9月のクレイヴンプレートでは斤量が23ポンド（10.4kg）も軽いメガフォンとの叩き合いを制し、同年11月にはメルボルンのフレミントン競馬場のメルボルンカップの足慣らしに出たメルボルンステークスで圧勝。

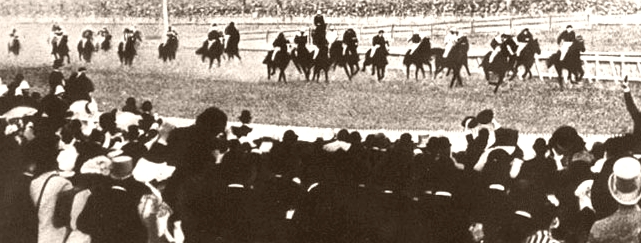
1890年の第30回メルボルンカップ

メルボルンカップでは出走頭数38頭、レース史上最も重い145ポンド (65.8kg) の斤量を課された。10万人の観衆が見守るこのレースを終始リードを保ち、5馬身差つけての楽勝し、タイムは3分28秒2のレコードを記録。2着のハイボーン (ハンデ6ストーン8ポンド=41.7kg) はその後シドニー・カップを勝っている所からみても、同レースは相手馬がみんな凡庸だったとは言えない事が想像できよう
カーバインの人気は国をあげてのもので、同馬が出走する日の競馬場入場者数はとそうでない日の数倍に達する有様で、カーバインを見る為に来場した者が多かったためである。
メルボルン・カップの後、ステークスに4連勝し、秋のランドウィックで重馬場に足をとられて落鉄し敗戦の憂き目を見た。装鞍所に戻って装蹄しなおして再び馬場へ引き返し、カンバーランド・プレート (短距離レース) で凱歌をあげた。
1891年4月にAJCプレート (18ハロン) に出走し優勝した後、装蹄師のミスが原因で蹄に重傷を負い、引退を余儀なくされた。カーバインの蹄は元々あまり良い方ではなく、メルボルン・カップ勝利時にも裂蹄に苦しんだが、この時は幸いにも治癒している。
2歳から4シーズンの累計成績は43戦33勝、着外1回、獲得賞金2万9476ポンドという収得賞金記録はその後30年余りの間破られることがなかった。

### 競走馬引退後
引退後は種牡馬となり、D.ウォーレスが所有していたメルボルン近郊のラーダーバーグ牧場に繋養された。
初年度は競走馬時代に蓄積した疲労が考慮され種付け頭数はわずか3頭であったが、その中から代表産駒の一頭であるウォーレスを送り出すなど、種牡馬成績は当初から非常に良好であった。
それを受けて1895年には当時セントサイモンを所有していた第6代ポートランド公爵ウィリアム・キャヴェンディッシュ＝ベンティンクに1万3000ギニーで購入され、ポートランド公爵がイギリスに所有する牧場（ウェルベック・アビー牧場）で供用されることになった。購入の目的は、スタミナを伝えるセントサイモンを父に持つ繁殖牝馬とスピードを遺伝させる傾向があるカーバインを配合する目的であったといわれている。
カーバインを載せた船が出港した際には2000人が見送ったといわれている。
イギリスでのカーバインの種牡馬成績は期待ほどのものではなく、リーディングサイアーは4位が最高で、輸入直後の1896年に200ギニーだった種付け料は4年後に半額の100ギニー、さらに50ギニーに落ち、一時期200ギニーまで跳ね上がるもまた下落し最後は48ギニーにまで低下した。リーディングサイア―の4位になった事が2度あるが、他に10位以内になる事はなく、ブルードメアサイア―に顔を出す事もなかった。
豪州に遺したウォーレスは豪州とニュージーランドで多くのクラシック勝ち馬を輩出し種牡馬チャンピオンになった。
イギリスにおける代表産駒はスペアミント（エプソムダービー、パリ大賞典）で、スピオンコフやロイヤルランサーなどのクラシック勝ち馬を出し、キャトニップ（ネアルコの母の母）やプラッキーリエージュ（アドミラルドレイク、サーギャラハッド、ブルドッグ、ボワルセル4兄弟の母）を輩出したことでカーバインは現代へも少なからぬ影響を残した。
ただし現在その直系は絶えている。
スペアミント産駒のミンドアーとシャイニングスピアーは来日するも大した活躍はなかった。
1914年5月、カーバインは放牧場で脳出血により倒れている所を見回りの牧夫が発見し、死亡が確認された。死後、カーバインの体はポートランド公爵の指示によって分解された。骨はメルボルン博物館へ寄贈され、現在も陳列されている。皮は椅子カバーや煙草ケースに加工され、椅子カバーは現在オークランドレーシングクラブの会長室にある。4つの蹄はインクスタンドに加工され、ポートランド公の親友だったニュージーランド総督に贈られ、現在はニュージーランド政府の首相室の机の上に置かれている。

## 主な産駒
- ウォーレス（ヴィクトリアダービー、ヴィクトリアセントレジャー、シドニーカップ、豪リーディングサイアー5回）
- スペアミント（エプソムダービー、パリ大賞典）
- グレートレックス（南アフリカリーディングサイアー10回）
- アンバーライト（ヴィクトリアダービー、オーストラリアンダービー、AJCセントレジャー）
- ラカラビーヌ（シドニーカップ）
- チャージ（AJCダービー）
- バックス（グッドウッドカップ）

## エピソード
- カーバインは非の打ち所のない馬体の持ち主であったといわれ、サラブレッドの理想像とされた。イギリスではカーバインの写真を見て相馬眼を養うといわれている[9]。
- オーストラリアでは1890年9月のメルボルンカップでカーバインが背負った斤量145ポンドを10ストーン5ポンドともいうことにちなんで、ポーカーで10と5のペアを持つことを「カーバイン」と呼ぶ[8]。
- 競走馬時に調教や騎乗をした人の話を総合すると、乗りやすい馬で、自分が走る為に生まれてきたのだとすっかり心得ていたらしく、騎手の為に万事乗り心地の良いように振舞っていたという[9]。

## 血統表
| カーバインの血統    | カーバインの血統                                         | カーバインの血統                                         | （血統表の出典）                                         | （血統表の出典） |
| 父系                | エクリプス系                                             | エクリプス系                                             | エクリプス系                                             | [ § 2 ]          |
| 父 Musket 1867 鹿毛 | 父の父Toxophilite 1855 鹿毛                              | Longbow                                                  | Ithuriel                                                 | Ithuriel         |
| 父 Musket 1867 鹿毛 | 父の父Toxophilite 1855 鹿毛                              | Longbow                                                  | Miss Bowe                                                |                  |
| 父 Musket 1867 鹿毛 | 父の父Toxophilite 1855 鹿毛                              | Legerdemain                                              | Pantaloon                                                | Pantaloon        |
| 父 Musket 1867 鹿毛 | 父の父Toxophilite 1855 鹿毛                              | Legerdemain                                              | Decoy                                                    |                  |
| 父 Musket 1867 鹿毛 | 父の母West Australian Mare 1857 鹿毛                     | West Australian                                          | Melbourne                                                | Melbourne        |
| 父 Musket 1867 鹿毛 | 父の母West Australian Mare 1857 鹿毛                     | West Australian                                          | Mowerina                                                 |                  |
| 父 Musket 1867 鹿毛 | 父の母West Australian Mare 1857 鹿毛                     | Brown Bess                                               | Camel                                                    | Camel            |
| 父 Musket 1867 鹿毛 | 父の母West Australian Mare 1857 鹿毛                     | Brown Bess                                               | Brutandorf Mare                                          |                  |
| 母 Mersey 1874 栗毛 | 母の父Knowsley 1859 鹿毛                                 | Stockwell                                                | The Baron                                                | The Baron        |
| 母 Mersey 1874 栗毛 | 母の父Knowsley 1859 鹿毛                                 | Stockwell                                                | Pocahontas                                               |                  |
| 母 Mersey 1874 栗毛 | 母の父Knowsley 1859 鹿毛                                 | Oriando Mare                                             | Orlando                                                  | Orlando          |
| 母 Mersey 1874 栗毛 | 母の父Knowsley 1859 鹿毛                                 | Oriando Mare                                             | Brown Bess                                               |                  |
| 母 Mersey 1874 栗毛 | 母の母Clemence 1865 栗毛                                 | Newminster                                               | Touchstone                                               | Touchstone       |
| 母 Mersey 1874 栗毛 | 母の母Clemence 1865 栗毛                                 | Newminster                                               | Beeswing                                                 |                  |
| 母 Mersey 1874 栗毛 | 母の母Clemence 1865 栗毛                                 | Eulogy                                                   | Euclid                                                   | Euclid           |
| 母 Mersey 1874 栗毛 | 母の母Clemence 1865 栗毛                                 | Eulogy                                                   | Martha Lynn                                              |                  |
| 母系(F-No.)         | 2号族(FN:2-h)                                            | 2号族(FN:2-h)                                            | 2号族(FN:2-h)                                            | [ § 3 ]          |
| 5代内の近親交配     | Brown Bess S3×M4, Touchstone M4×S5×S5×M5, Camel S4×M5×M5 | Brown Bess S3×M4, Touchstone M4×S5×S5×M5, Camel S4×M5×M5 | Brown Bess S3×M4, Touchstone M4×S5×S5×M5, Camel S4×M5×M5 | [ § 4 ]          |
| 出典                | 1. 2. 3. 4.                                              | 1. 2. 3. 4.                                              | 1. 2. 3. 4.                                              | 1. 2. 3. 4.      |